# Dealul Mocrei - Rovina - Ineu
Dealul Mocrei - Rovina - Ineu este o arie protejată (arie specială de conservare — SAC, sit de importanță comunitară — SCI) din România, desemnată în scopul protejării biodiversității și menținerii într-o stare de conservare favorabilă a florei spontane și faunei sălbatice, precum și a habitatelor naturale de interes comunitar aflate în arealul zonei protejate. Aceasta se întinde pe o suprafață de 4.190,8 ha, integral pe uscat.

## Localizare
Situl Dealul Mocrei - Rovina - Ineu se întinde pe teritoriile administrative ale comunelor Bocsig, Buteni, Chisindia și Ineu din județul Arad. Centrul acestuia este situat la coordonatele 46°24′22″N 21°56′38″E / 46.406044°N 21.9439°E.

## Înființare
Situl Dealul Mocrei - Rovina - Ineu (ROSCI0218) a fost declarat sit de importanță comunitară în decembrie 2007 pentru a proteja 11 specii de animale. Situl a fost protejat și ca arie specială de conservare în mai 2022. Acesta include rezervațiile naturale Balta Rovina și Poiana cu narcise Rovina.

## Biodiversitate
Situată în ecoregiunile continentală și panonică, aria protejată conține 4 habitate naturale: Păduri panonice-balcanice de stejar turcesc - stejar sesil, Păduri de stejar și de carpen dacice, Tufărișuri subcontinentale peripanonice, Pajiști stepice subpanonice.
La baza desemnării sitului se află mai multe specii protejate:
- amfibieni (1): buhai de baltă cu burtă roșie (Bombina bombina)
- nevertebrate (9): Arytrura musculus, orthosia schmidtii (Dioszeghyana schmidtii), fluturele de noapte (Eriogaster catax), Isophya costata, rădașcă (Lucanus cervus), fluturele purpuriu (Lycaena dispar), Nymphalis vaualbum, Ophiogomphus cecilia, Pilemia tigrina
- reptile (1): țestoasa de baltă (Emys orbicularis)